# Wielka Świstówka

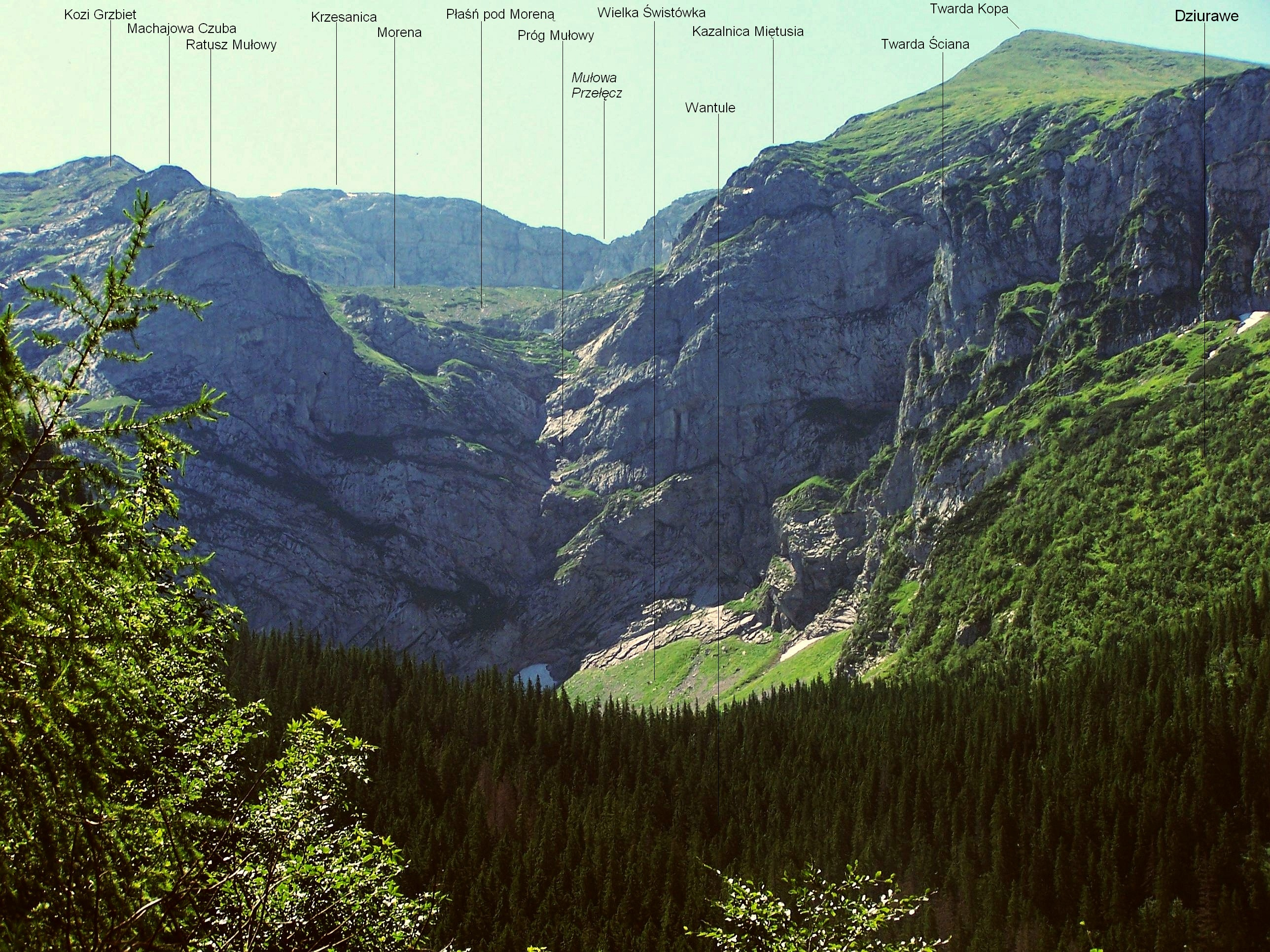
Widok z Kobylarza

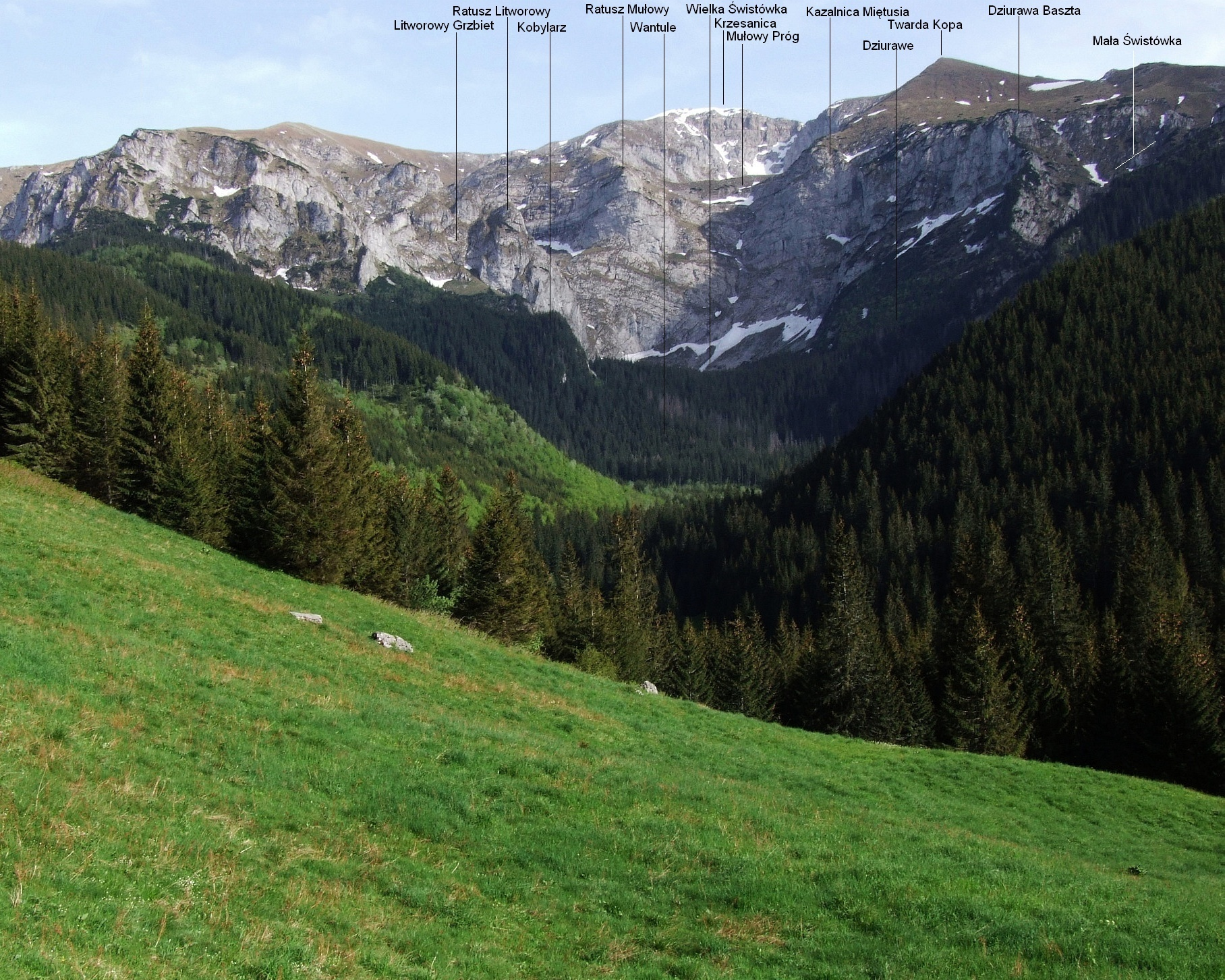
Widok z dolnej części Doliny Miętusiej

Wielka Świstówka – wielki kocioł polodowcowy w Tatrach Zachodnich. Znajduje się na wysokości ok. 1350–1400 m n.p.m., w środkowej części Doliny Miętusiej, ponad Wantulami, a poniżej progów dwóch siostrzanych dolinek wiszących: Doliny Litworowej i Doliny Mułowej. Jest z trzech stron otoczony bardzo stromymi ścianami Kobylarzowej Kazalnicy, Ratusza Litworowego, wspólną ścianą Litworowego Progu, Ratusza Mułowego i Mułowego Progu oraz Twardej Galerii. Tylko od północno-zachodniej strony dna Wielkiej Świstówki w dolnej części Twardej Galerii występuje bardziej łagodne zbocze Dziurawego. Na dnie kotła, na wysokości 1348 m n.p.m. znajduje się wielki wapienny głaz (muton), a na nim krasowe wyżłobienia, najbardziej typowe w Tatrach.
Ściany Wielkiej Świstówki to częsty obiekt badań paleontologów. Występują w nich duże ilości najlepiej w całych Karpatach zachowanych muszli amonitów z okresu jury. Jest to również obszar intensywnie penetrowany przez grotołazów – występują tutaj liczne jaskinie, np. Jaskinia nad Piargiem czy Korytarz nad Piargiem.
Wielka Świstówka nie jest dostępna dla turystów, można jednak oglądać ją z niebieskiego szlaku turystycznego, prowadzącego z Przysłopu Miętusiego przez Kobylarzowy Żleb na Małołączniak. Szczególnie dobrym punktem obserwacyjnym jest Kobylarz. Widać ją także z czerwonego szlaku turystycznego z Kir na Ciemniak przez polanę Upłaz i Chudą Przełączkę.
Ciekawa flora roślin wapieniolubnych. Z rzadkich gatunków występują tutaj: gnidosz Hacqueta, ostrołódka polna, rogownica szerokolistna, rutewnik jaskrowaty, szarota Hoppego oraz traganek wytrzymały. Dawniej rosła też tutaj także nerecznica Villara i było to jedyne stanowisko tego gatunku w całych Karpatach i w całej Polsce.